# 円勢
円勢（えんせい、? - 長承3年閏12月21日（1135年2月5日））は、平安時代の仏師。円派の祖長勢の子（または弟子）。円派の長円、賢円は、子（または弟子）。
円勢の後継者たちは名に円の字をつける仏師が多いことから後世円派と呼ばれた

## 経歴
- 永保3年（1083年）、法勝寺造仏の功で法橋に任じられる
- 康和3年（1101年）、鳥羽御堂で造仏し、柱絵を描く。仏画にも秀でていたようだが、現存仏画は確認できない。この功により法眼に叙される
- 康和4年（1102年）、尊勝寺造仏の功で仏師として最高位の法印に上る。祇園社塔、金剛峰寺大塔、法成寺、白川新堂などでも造仏に参加
- 天永4年（1113年）、京都清水寺の別当職に任命されるが、奈良興福寺の反対で断念。

## 作品
現存作品は極めて少ない。
- 仁和寺薬師如来像（旧北院本尊、1103年（康和5年）製作）長円を率いて製作した小像。